# Secondo viaggio di James Cook
Il secondo viaggio di James Cook  si svolse tra il 1772 ed il 1775.
Commissionato dal governo britannico con la consulenza della Royal Society, fu organizzato per circumnavigare il mondo alla latitudine più a sud possibile per stabilire, una volta per tutte, se esistesse o meno una qualche grande massa continentale meridionale, o Terra Australis. Con il suo primo viaggio Cook, circumnavigando la Nuova Zelanda, aveva dimostrato che questa non era collegata a nessuna più grande massa di terra a sud, ed aveva tracciato sulle carte quasi tutta la costa orientale dell'Australia, eppure si credeva che la Terra Australis dovesse trovarsi ancora più a sud.

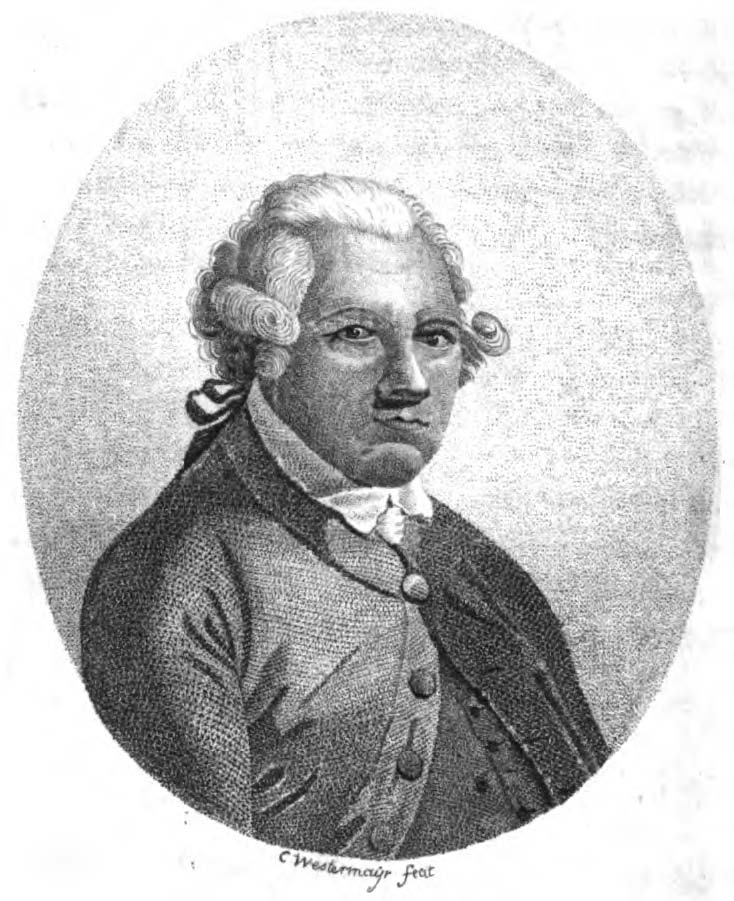
Alexander Dalrymple

Alexander Dalrymple e altri della Royal Society credevano ancora che questo enorme continente meridionale dovesse esistere. 
Dopo un ritardo causato da irragionevoli pretese del botanico Joseph Banks, le navi Resolution, sotto il comando di James Cook, e Adventure, sotto quello di Tobias Furneaux, furono armate per il viaggio e mollarono gli ormeggi per l'Antartide nel luglio 1772.
Il 17 gennaio 1773 la Resolution fu la prima nave ad attraversare il Circolo Polare Antartico, e lo attraversò ancora due volte durante il viaggio. Il terzo passaggio, il 3 febbraio 1774, fu quello più meridionale, e raggiunse la latitudine 71° 10' Sud alla longitudine 106 ° 54' Ovest. Cook intraprese quindi una serie di ampie perlustrazioni per il Pacifico, dimostrando infine che non c'era alcuna Terra Australis navigando su gran parte delle regioni di oceano da lui previste.
Nel corso del viaggio egli visitò numerosi siti tra cui l'Isola di Pasqua, le Isole Marchesi, Tahiti, le Isole della Società, Niue, le isole di Tonga, le Nuove Ebridi, la Nuova Caledonia, l'isola Norfolk, l'isola Palmerston, le isole Sandwich Meridionali e la Georgia del Sud, a molti dei quali diede il nome proprio nel corso della spedizione. Cook dimostrò che la Terra Australis Incognita non era che un mito e predisse che una terra Antartica si dovesse trovare oltre la banchisa polare.
In questo viaggio fu impiegato con successo dall'astronomo William Wales il cronometro marino Larcum Kendall K1 per calcolare la longitudine. Wales compilò un diario di bordo del viaggio, registrando posizioni e condizioni, l'uso e la sperimentazione di vari strumenti, così come le molte osservazioni effettuate sulle popolazioni ed i luoghi incontrati durante l'esplorazione.

## Concezione della spedizione

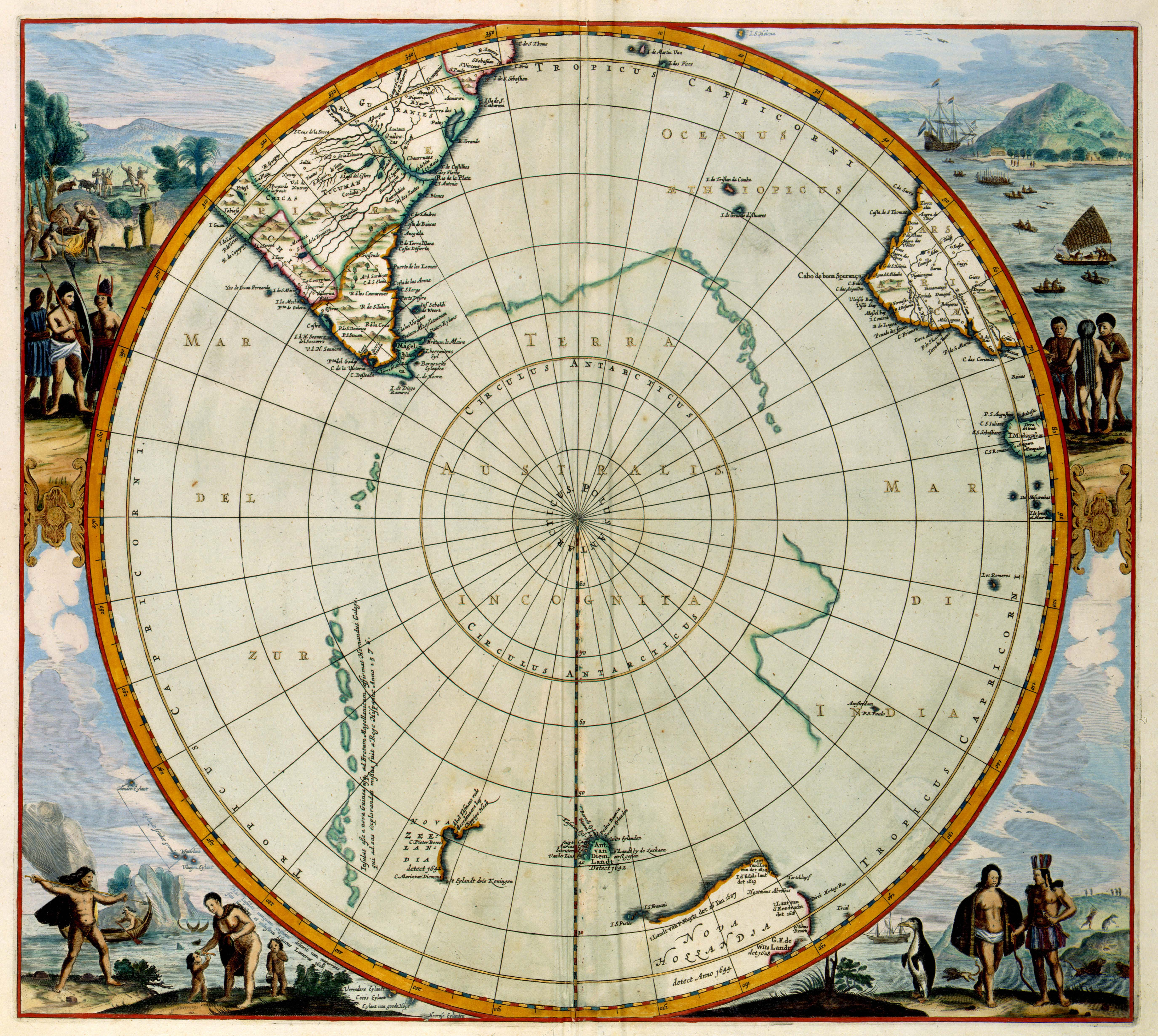
Mappa della posizione presunta dell'ipotetico continente della Terra Australis Incognita (1657)

Nel 1752 un membro della Royal Society, Alexander Dalrymple, aveva trovato una testimonianza di Luis Váez de Torres che provava l'esistenza di un passaggio a sud della Nuova Guinea ora noto come Stretto di Torres, mentre traduceva alcuni documenti spagnoli catturati nelle Filippine. Questa scoperta portò Dalrymple a pubblicare tra il 1770 ed il 1771 An Historical Collection of the Several Voyages and Discoveries in the South Pacific Ocean che suscitò un diffuso interesse per la sua affermazione dell'esistenza di un continente sconosciuto. Poco dopo il ritorno dal suo primo viaggio nel 1771, Cook fu promosso nell'agosto dello stesso anno al grado di Comandante della Royal Navy e ingaggiato dalla Royal Society per farne un secondo alla ricerca del presunto continente meridionale, la Terra Australis Incognita.

## Preparazione e personale a bordo

### Le navi, le dotazioni e le provviste
In questo viaggio Cook assunse il comando della HMS Resolution , mentre a Tobias Furneaux fu affidato il comando della sua nave compagna, la HMS Adventure. La Resolution aveva iniziato la sua carriera nel Mare del Nord come carboniera da 462 tonnellate col nome di Marquis of Granby. Varata a Whitby nel 1770, fu acquistata dalla Royal Navy nel 1771 per £4151 e riadattata alle specifiche militari per un costo di £ 6.565. Era lunga 111 piedi (34 m) e larga 35 (11 m). Fu originariamente registrata come HMS Drake ma, temendo che ciò avrebbe indispettito gli Spagnoli, fu ribattezzata Resolution il 25 dicembre 1771. Fu allestita ed armata presso Deptford con i più avanzati sistemi di navigazione disponibili allora, tra i quali una bussola azimutale fabbricata da Henry Gregory, ancore da ghiaccio e uno dei più moderni apparati per dissalare e depurare l'acqua di mare. A bordo furono installati dodici cannoni leggeri da 6 libbre e dodici archibusoni. A proprie spese Cook fece installare nella cabina di comando una porta con cardini in ottone.
Anche la HMS Adventure, varata a Whitby nel 1771, aveva iniziato la sua carriera come carboniera da 340 tonnellate sempre nel Mare del Nord col nome di Marquis of Rockingham. Acquistata dalla Marina quello stesso anno per £2103, fu chiamata Rayleigh ed infine ribattezzata Adventure. Era lunga 97 piedi (30 m), larga 28 (8,5 m) con un pescaggio di 13 piedi (4 m). Trasportava dieci cannoni. Entrambe le navi erano state costruite al cantiere Fishburn a Whitby e acquistate dal Capitano William Hammond di Hull.
A Cook fu chiesto di testare in questo viaggio il cronometro marino Larcum Kendall K1. La Commissione per la Longitudine aveva chiesto a Kendall di copiare e sviluppare il quarto modello di orologio di John Harrison (l'H4) utile per la navigazione in mare. Il primo modello completato da Kendall nel 1769 era una copia esatta dell'H4, costava £ 450, ed è oggi conosciuto come K1. Sebbene costruito come un orologio, il cronometro aveva un diametro di 13 cm e pesava 1,45 kg. Altri tre orologi, costruiti da John Arnold, furono imbarcati ma non sopportarono i rigori del viaggio. La performance degli orologi fu riportata nei diari degli astronomi William Wales e William Bayly e già nel 1772 Wales annotava che era "infinitamente più dipendente" dall'orologio di Kendall rispetto a tutti agli altri
Le provviste caricate sulle navi per la navigazione includevano 59.531 libbre (27.003 kg) di gallette, 7.637 pezzi di carne salata da 4 libbre, 14.214 pezzi da due libbre di carne di maiale salata, 19 tini di birra, 1.397 galloni imperiali (6.350 lt) di alcolici, 1.900 libbre (860 kg) di sugna e 210 galloni di olio d'oliva. Come anti-scorbutici furono stivati quasi 20.000 libbre (9.100 kg) di crauti e 30 galloni imperiali (140 lt) di 'marmellata di carote'. Entrambe le navi trasportavano del bestiame, compresi buoi, pecore, capre (per il latte), maiali e pollame (comprese delle oche). Gli equipaggi avevano attrezzi da pesca e fu imbarcato un sistema per la purificazione dell'acqua dolce e la dissalazione dell'acqua di mare. Furono anche portati a bordo vari strumenti (come coltelli ed asce) e gingilli (quali perline, nastri, medaglioni) da utilizzare per il baratto o come regalo per gli indigeni.

### Equipaggi delle navi

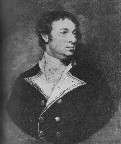
Tobias Furneaux

Furneaux, il comandante della Adventure, era un esploratore esperto che aveva partecipato alla circumnavigazione di Samuel Wallis sulla Dolphin tra il 1766 ed il 1768. Al suo comando sulla Adventure aveva un equipaggio di 81 uomini che comprendeva Joseph Shank come primo ufficiale, e Arthur Kempe come secondo. C'erano anche dodici marines comandati dal tenente James Scott, servitore personale di Furneaux, James Tobias Swilley e, come master's mate John Rowe che era un parente di Furneaux. L'astronomo di bordo era William Bayly.
In origine era previsto che il naturalista Joseph Banks e chiunque appartenesse all'entourage più specializzato navigasse con Cook, così sulla Resolution la parte centrale della nave fu maggiorata e furono costruiti un ponte superiore supplementare ed un castello di poppa rialzato per ospitare ed accontentare il naturalista. Questo comportò un costo aggiuntivo di oltre £ 10.080. Tuttavia, nelle prove in mare la nave risultò essere troppo pesante, e sotto istruzioni dell'Ammiragliato, le strutture "incriminate" furono rimosse in un secondo lavoro di cantiere a Sheerness, con un ulteriore costo di £ 882. Banks di conseguenza si rifiutò di viaggiare in quelle che lui riteneva "condizioni avverse". Il filosofo Samuel Johnson fu quindi rapidamente considerato come un sostituto, ma declinò l'offerta. Il ruolo di scienziati di bordo fu quindi preso da Johann Reinhold Forster e da suo figlio, George, a cui la Royal Society affidò l'incarico. La Resolution trasportava un equipaggio di 112 uomini; come alti ufficiali c'erano Robert Cooper e Charles Clerke, come ufficiali inferiori George Vancouver e James Burney. Il master era Joseph Gilbert. Risultava a bordo un certo Isaac Smith, un parente della moglie di Cook. L'astronomo era William Wales e William Hodges l'artista. In tutto a bordo c'erano 90 marinai e 18 royal marines come membri straordinari.

## Il viaggio

La rotta approssimativa del secondo viaggio di Cook.

Il primo porto in cui fece scalo Cook fu Funchal nelle Isole Madeira, il 1º agosto. Cook ne approfittò per fare un convinto elogio delle qualità di navigazione della sua nave in un rapporto diretto all'Ammiragliato da Funchal Roads, scrivendo che «governa, funziona, veleggia bene, è molto forte e sembra promettere di essere una nave asciutta e molto facile in mare». La nave fu rifornita con acqua fresca, carne bovina, frutta e cipolle. Dopo un'ulteriore sosta di approvvigionamento alle isole di Capo Verde due settimane più tardi, salpò verso sud per il Capo di Buona Speranza. La Resolution gettò le ancore a Table Bay il 30 ottobre con tutto l'equipaggio in buona salute, grazie alla imposizione di Cook di un regime dietetico rigoroso e della massima igiene. Fu qui che lo svedese Anders Sparrman si unì alla spedizione come botanico.

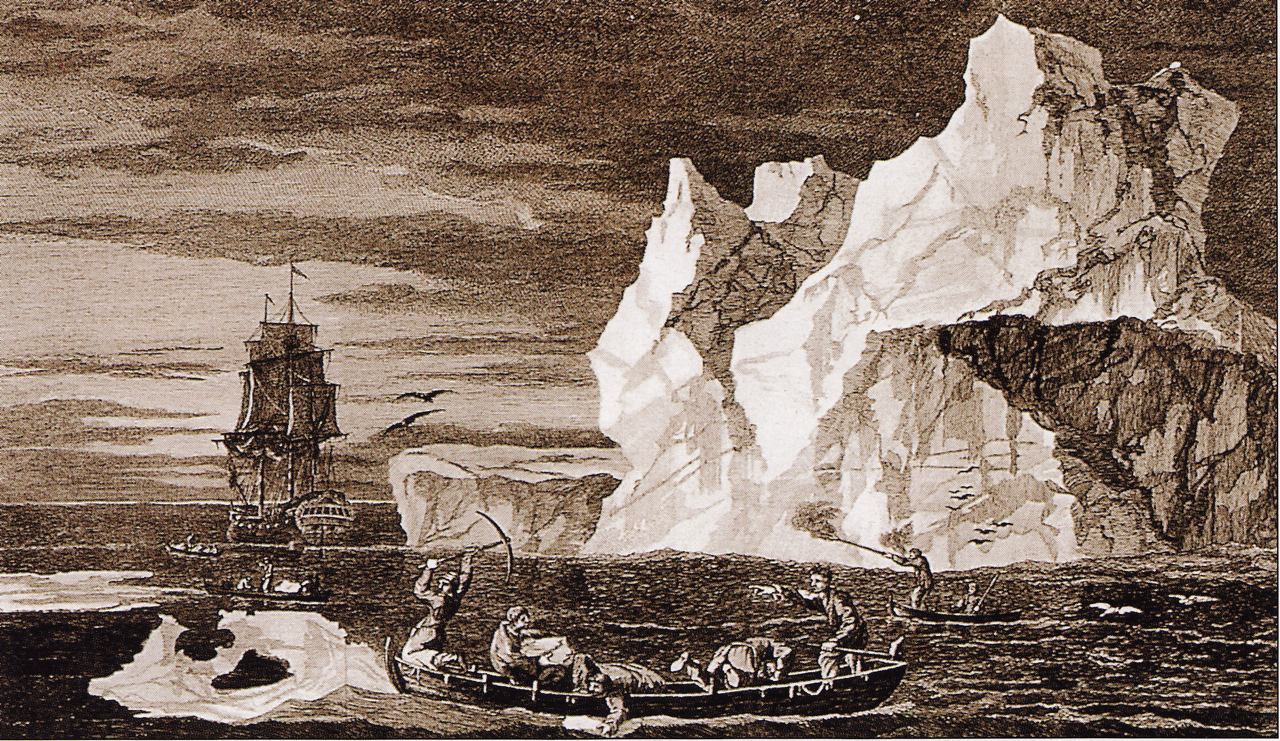
Cook in Antartide in un disegno di William Hodges

Le navi lasciarono il Capo il 22 novembre 1772 e si diressero verso la zona dell'Atlantico Sud, dove il navigatore francese Bouvet aveva affermato di avere trovato una terra che aveva chiamato Capo Circumcision. Poco dopo la partenza sperimentarono un clima estremamente freddo e presto, il 23 novembre 1772, a spese del governo l'equipaggio fu dotato di giacche e pantaloni in fearnaught. All'inizio di dicembre navigavano in una fitta nebbia e avvistavano "isole di ghiaccio". Cook non trovò l'isola che Bouvet sosteneva trovarsi ad una latitudine di 54°. Ben presto il pack circondò le imbarcazioni ma, nella seconda settimana di gennaio, metà dell'estate nell'emisfero sud, il clima finalmente si placò e il 17 gennaio Cook fu in grado di portare le navi verso sud attraverso il ghiaccio per raggiungere il Circolo Polare Antartico. Il giorno successivo, gravemente ostacolati dal ghiaccio, dovetterò nuovamente cambiare rotta e si diressero in direzione nord-est.

Mappa della spedizione in Antartide di Cook: 1772-74

L'8 febbraio 1773 la Resolution e la Adventure si ritrovarono separate dalle nebbie antartiche. Furneaux diresse la Adventure verso il punto di incontro prestabilito di Queen Charlotte Sound, Nuova Zelanda, tracciato da Cook nel 1770. Sulla rotta per l'appuntamento la sua imbarcazione scandagliò le coste meridionali e orientali della Tasmania (allora conosciuta come Terra di Van Diemen), approdando in quella che chiamò Adventure Bay in onore della sua nave. Furneaux tracciò la prima carta britannica di questa terra, ma poiché non attraversò lo Stretto di Bass ancora una volta, come Cook nel primo viaggio, ipotizzò che la Tasmania facesse parte dell'Australia. L'Adventure arrivò a Queen Charlotte Sound il 7 maggio 1773.
Cook continuò le sue esplorazioni verso sud-est, raggiungendo il 24 febbraio i 61° 21' sud quindi, a metà marzo, decise di dirigersi verso Dusky Bay (oggi Dusky Sound), nell'Isola del Sud della Nuova Zelanda, dove la nave rimase a riposo fino al 30 aprile. La Resolution raggiunse l'appuntamento a Queen Charlotte Sound il 17.
Da giugno a ottobre le due navi esplorarono il Pacifico meridionale, raggiungendo Tahiti il 15 agosto, dove Omai dell'isola di Ra'iātea si imbarcò sulla Adventure (Omai divenne in seguito il secondo isolano del Pacifico, dopo Ahu-toru, a visitare l'Europa prima di tornare a Tahiti con Cook nel 1776).

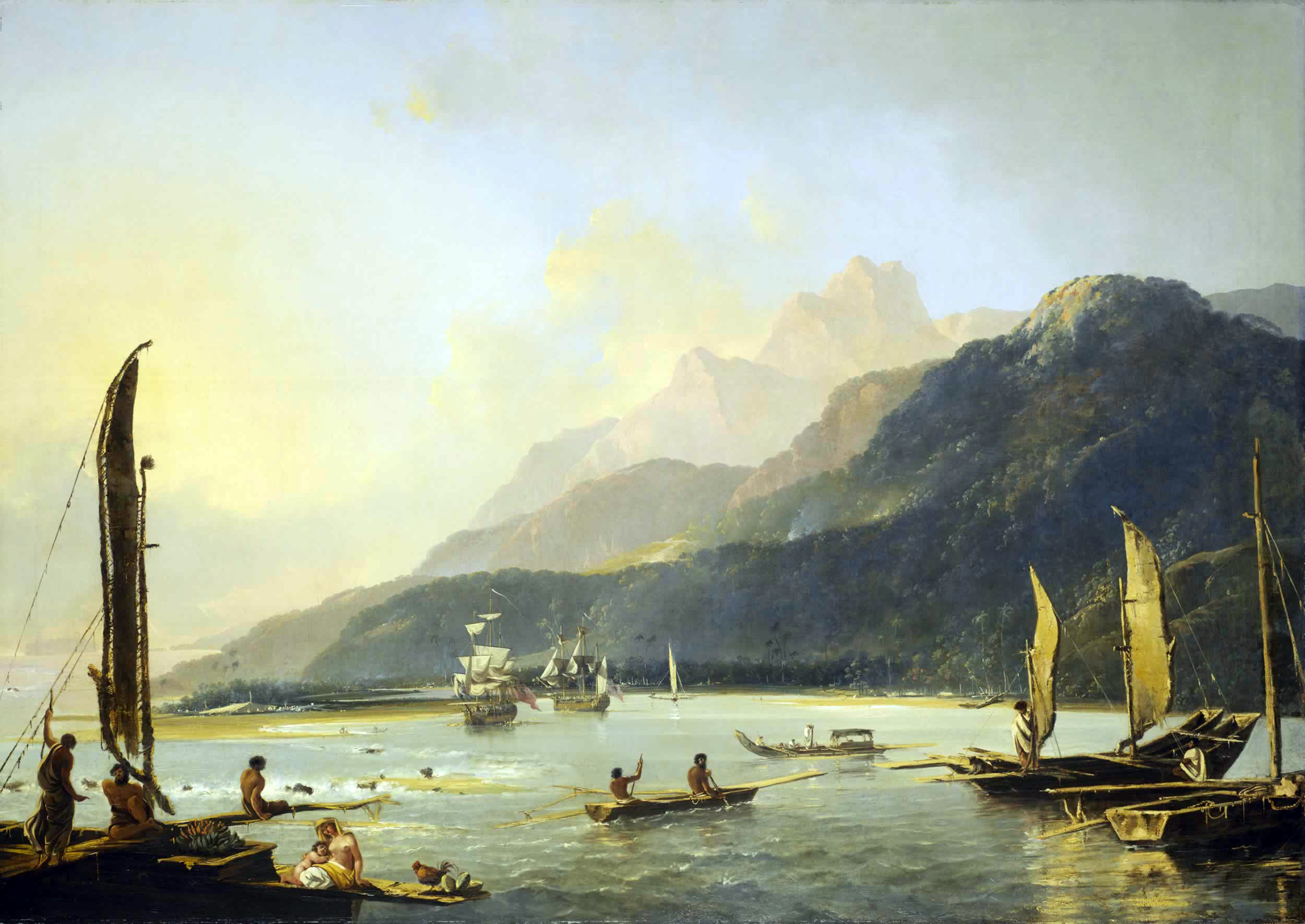
La Resolution e la Adventure a Matavai Bay, di Hodges

Dopo essere approdate a Tonga nelle Isole dell'Amicizia le navi ritornarono in Nuova Zelanda, ma furono nuovamente separate, questa volta da una tempesta, il 22 ottobre. In questa occasione l'appuntamento a Queen Charlotte Sound fu mancato - la Resolution partì il 26 novembre, quattro giorni prima dell'arrivo della Adventure. Cook lasciò un messaggio sepolto nella sabbia dove delineava il suo piano di esplorare il Sud Pacifico e quindi ritornare in Nuova Zelanda. Furneaux decise di tornare in patria e seppellì una risposta in tal senso. In Nuova Zelanda Furneaux perse alcuni dei suoi uomini durante uno scontro con i maori, e infine salpò verso la Gran Bretagna, fissando la rotta verso casa il 22 dicembre 1773 via Capo Horn e arrivando in Inghilterra il 14 luglio 1774.
Cook invece continuò ad esplorare l'Antartide, in direzione sud attraverso il ghiaccio marino estivo, gli iceberg e la nebbia, fino a raggiungere 67° 31' sud prima di virare di nuovo a nord per 1.400 miglia (2200 km). Il terzo attraversamento del Circolo Polare Antartico, il 26 gennaio 1774, fu il preludio di una penetrazione ancora più a sud, con la quale il 30 gennaio raggiunse la latitudine 71° 10' sud alla longitudine 106° 54' est, ma non poté andare oltre a causa del ghiaccio marino.
Cook in quell'occasione scrisse:
(James Cook)
La prua fu quindi rivolta verso nord per completare un'enorme parabola nell'Oceano Pacifico, e raggiungere latitudini appena a sud dell'equatore e poi la Nuova Guinea. Egli approdò a Tonga, all'Isola di Pasqua, a Norfolk Island, in Nuova Caledonia e a Vanuatu prima di ritornare a Queen Charlotte Sound in Nuova Zelanda.

## Il viaggio di ritorno
Il 10 novembre 1774 la spedizione navigò verso est nel Pacifico ed avvistò l'estremità occidentale dello stretto di Magellano il 17 dicembre. Trascorsero il Natale in una baia nella parte occidentale della Terra del Fuoco, che chiamarono Christmas Sound. Si avventurarono quindi nel Sud Atlantico attraversando Capo Horn alla ricerca di un'altra linea di costa che era stata ipotizzata da Dalrymple. Quando questa non si concretizzò svoltarono a nord e scoprirono inaspettatamente una terra ricoperta di neve e ghiaccio sulla quale Cook sbarcò il 17 gennaio 1775 in una baia riparata che chiamò Possession Bay. Ne tracciò parte della costa, ma non rimase particolarmente affascinato dalla scoperta e ne descrisse anzi la desolazione:
(James Cook)

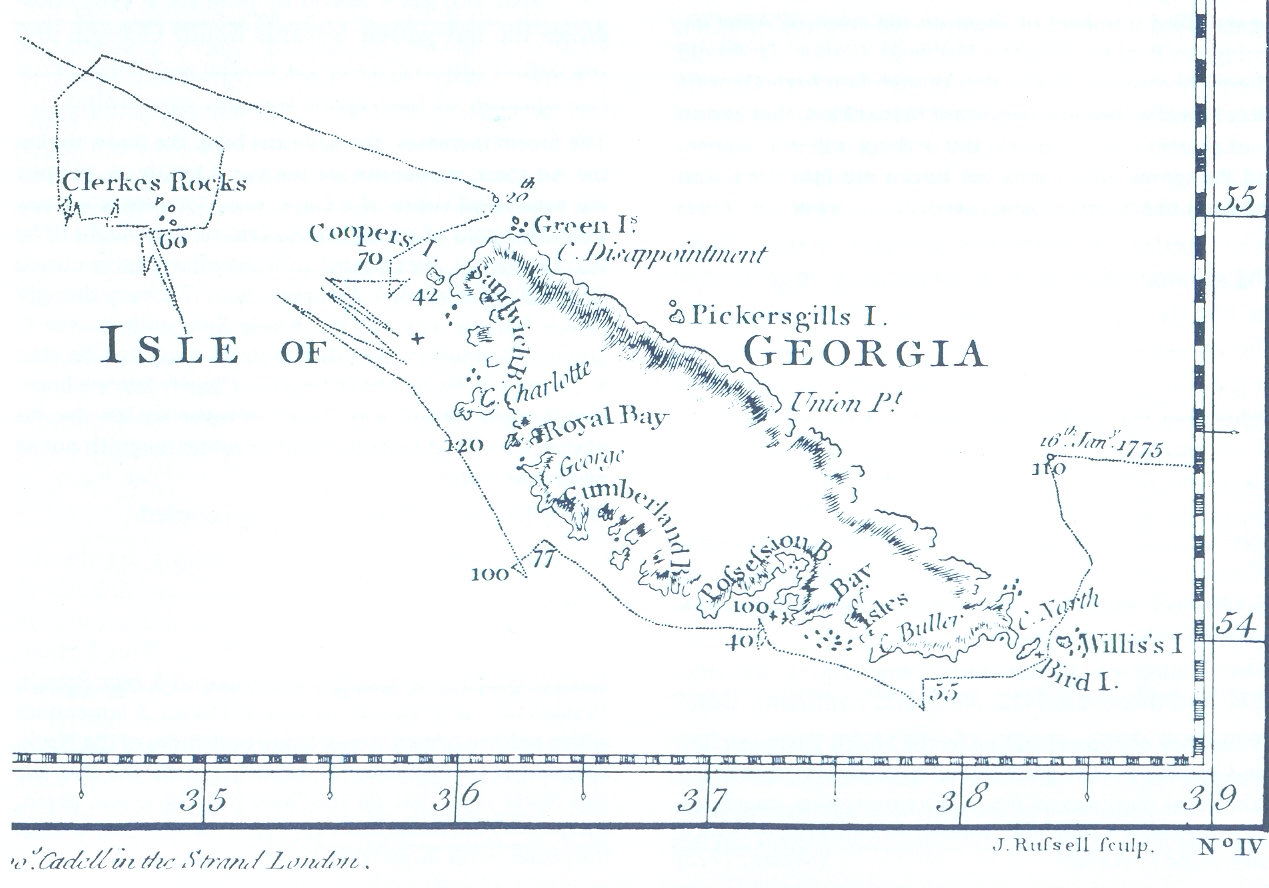
Mappa di James Cook della Georgia del Sud, 1777

Arrivato all'estremo meridionale di quella terra si rese conto che non era il tanto ricercato continente antartico, chiamò quindi il capo meridionale Cape Disappointment e diede all'isola il nome di Georgia del Sud. In un ultimo vano tentativo di trovare l'Isola di Bouvet, Cook scoprì le Isole Sandwich del Sud. Qui egli predisse correttamente che: 
(James Cook)
Il 21 marzo la Resolution ancorò a Table Bay dove trascorse cinque settimane approfittandone per ripristinare il sartiame. Arrivò in patria a Spithead, Portsmouth, il 30 luglio 1775, dopo aver visitato lungo la rotta Sant'Elena e l'arcipelago di Fernando de Noronha. Lo straordinario viaggio era concluso e tutte le illazioni sull'esistenza del leggendario Continente Meridionale definitivamente sepolte.

## L'accoglienza in patria

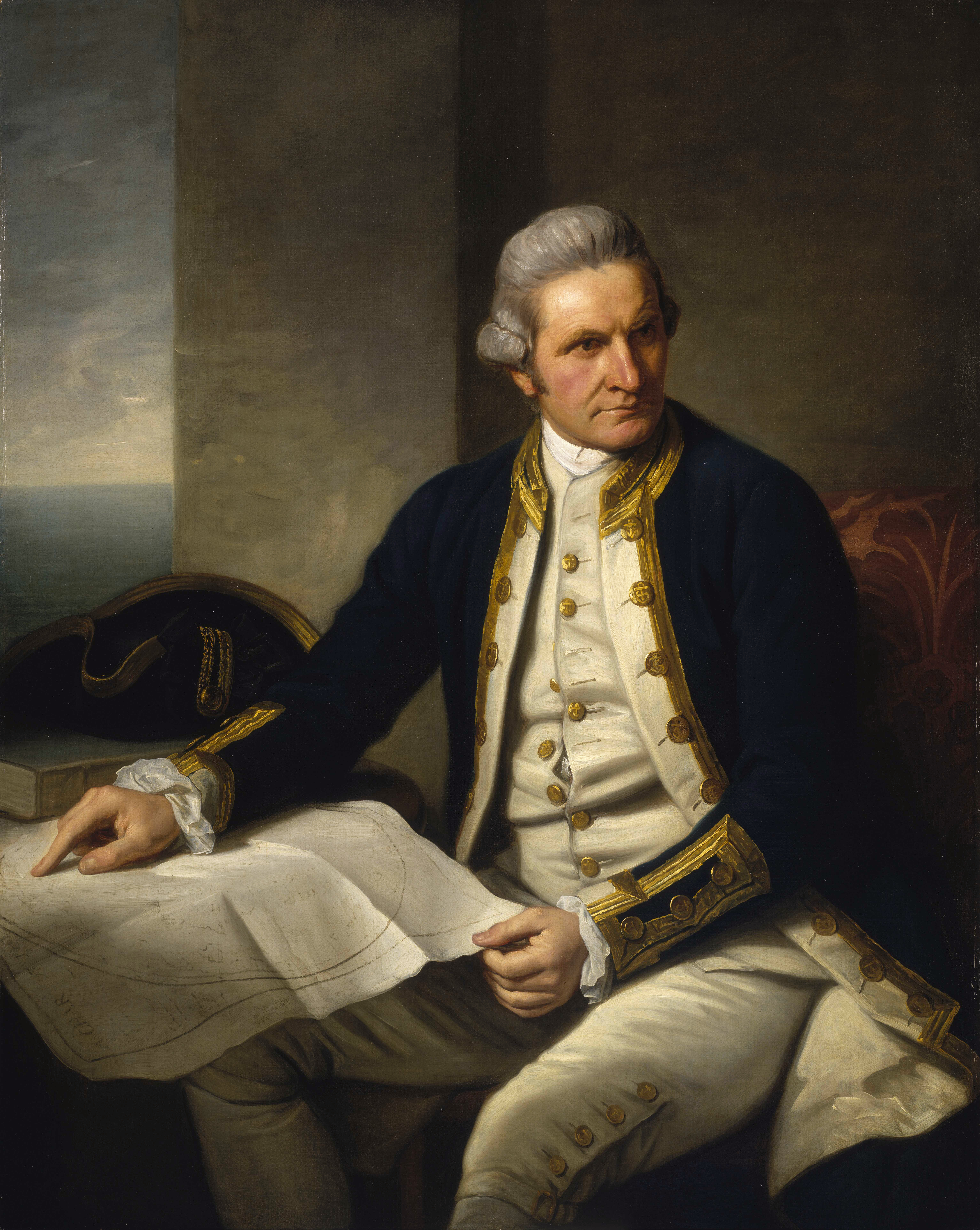
Ritratto di James Cook, di Nathaniel Dance-Holland, 1775

Al suo ritorno i suoi rapporti di viaggio misero definitivamente a tacere il mito popolare della Terra Australis. 
Cook, nel suo solito stile stringato ed essenziale, scrisse la seguente riflessione:
(James Cook)
Un altro risultato del secondo viaggio fu l'impiego con successo del cronometro marino Larcum Kendall K1, che aveva consentito a Cook di calcolare la sua posizione longitudinale con una precisione molto maggiore di quanto non fosse mai stato fatto prima. Il diario di Cook era pieno di elogi per l'orologio che egli utilizzò per fare tracciare le carte del sud dell'Oceano Pacifico, in un modo così straordinariamente preciso che molte copie di queste rimasero ancora in uso fino alla metà del XX secolo.
Cook fu promosso al grado di capitano della Royal Navy e ottenne un pensionamento onorario in qualità di ufficiale del Greenwich Hospital. Accettò l'incarico con riluttanza, insistendo sul fatto che gli fosse comunque permesso di lasciarlo se si fosse ripresentata l'occasione per il servizio attivo.
La sua fama era ora estesa oltre l'Ammiragliato. Fu nominato fellow della Royal Society, premiato con la Medaglia Copley, ritratto da Nathaniel Dance-Holland, pranzò con James Boswell e fu descritto nella Camera dei Lord come "il primo navigatore in Europa".

## La pubblicazione dei giornali di bordo

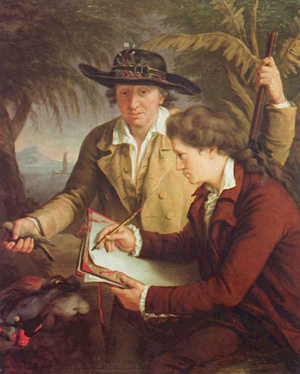
Johann Reinhold Forster e suo figlio, George

Al suo ritorno in Inghilterra Forster sostenne che gli fossero stati concessi da Lord Sandwich i diritti di pubblicazione esclusivi dei racconti del viaggio: un'affermazione che Sandwich negò con veemenza. Cook stava scrivendo per conto proprio assistito dal dottor John Douglas, Canon di Windsor.
Alla fine, Sandwich accordò a Forster e a suo figlio di aggiungere una sezione scientifica ai resoconti di viaggio di Cook. Ciò portò a così tanta animosità tra i Forster e Sandwich che lo stesso Sandwich alla fine proibì a Johann di scrivere o pubblicare qualunque cosa sul viaggio. Forster quindi aggirò il divieto scrivendo un libro dal titolo A Voyage round the World in His Britannica Majesty's Sloop, Resolution utilizzando il nome di suo figlio ed una bozza del diario di Cook che aveva in precedenza acquistato.
Quando Forster pubblicò il suo libro, sei settimane prima dell'uscita del racconto personale di Cook, risultò essere molto critico nei confronti dello stesso Cook e degli altri membri del viaggio, inesatto e un po' artificioso. Cook non lesse mai questo libro perché fu pubblicato quando egli era già partito per il suo terzo viaggio, dove avrebbe trovato la morte.
Le testimonianze di Cook riguardo alle grandi popolazioni di balene e di foche che aveva avvistato, stimolarono ulteriori esplorazioni dell'Oceano Meridionale da parte di numerosi cacciatori dei grandi cetacei e di quelli interessati alle preziose pelli delle foche. Nel XIX secolo, oltre un migliaio di navi erano state equipaggiate per veleggiare verso le regioni antartiche e i loro litorali.